# Masakry v Deváté pevnosti v listopadu 1941
Masakry v Deváté pevnosti v listopadu roku 1941 byly dvě oddělené masové střelby 4 934 německých Židů v Deváté pevnosti nedaleko Kaunasu v Litvě. Jednalo se o první systematické vraždění Židů během holokaustu. Otázka, kde tyto vraždy zapadají do vývoje konečného řešení židovské otázky, je předmětem sporů mezi historiky.

## Pozadí
V září roku 1941 se německý diktátor Adolf Hitler rozhodl, že by mělo být z Německa do konce roku deportováno 300 000 Židů německé, rakouské a české národnosti. Tito Židé byli někdy označováni jako říšští Židé. Heinrich Himmler a Reinhard Heydrich dostali za úkol zorganizovat deportaci. Od 15. října 1941, kdy začala deportace, do 21. února 1942 mohli Himmler a Heydrich vykázat z Říše 58 000 lidí, většinu Židů, ale i 5 000 Romů. Tyto deportace byly uskutečněny 59 vlaky, z nichž každý převážel téměř 1 000 lidí. Bylo potřeba učinit značné množství byrokratické práce, a to rozhodnout, kteří Židé budou deportováni, zajistit jejich přepravu a zkonfiskovat jejich opuštěný majetek. Přepravovaní Židé byli povinni podat majetkové přiznání a vzdát se téměř všech hodnot.
Zatímco v Německu již po nějaký čas existovaly koncentrační tábory, v září roku 1941 nebyly postavené žádné tábory smrti. Cílem těchto vlaků bylo několik ghett, v kterých nacisti Židy z východní Evropy (Ostjuden) zavřeli.

## Vlaky přesměrované naKaunas
Původně byla ghetta v Rize, Lodži a Minsku pro říšské Židy. Zejména se plánovalo poslat 25 vlaků do Rigy. Ze strany ředitelství Říšského komisariátu Ostland v Rize v čele s Hinrichem Lohsem však došlo k neochotě najít ubytování pro 25 000 Židů. Tyto a další otázky spojené se zacházením s Židy v severní části nacisty okupovaného sovětského území způsobily, že se Lohse a jeho zástupce Otto Drechsler zapletli do sporu s Franzem Walterem Stahleckerem, velitelem Einsatzgruppe A, který podporoval rychlejší politiku radikálního vyhlazování.
8. listopadu 1941 informoval Stahlecker Lohseovi pracovníky v Rize, že 5 z 25 vlaků směřujících do Rigy pojedou do kaunaského ghetta. Stahlecker však neoznámil, které z 25 vlaků mají být přesměrovány. 20. listopadu 1941 informoval Rudolf Lange, další velitel Einsatzgruppen, správu Lohse, že by mohlo být do Kaunasu přesměrováno prvních 5 vlaků. V této době byly již některé vlaky na cestě. Vyjely z Mnichova, Berlína, Frankfurtu nad Mohanem, Vídně a Vratislavi mezi 13. - 23. listopadem.

## Masakry
Karl Jäger byl vedoucím Einsatzkommanda 3, podjednotkou Einsatzgruppe A. Pod jeho vedením byli všichni z vlaku po příjezdu do Deváté pevnosti postříleni Einsatzkommandem 3. Šlo o dvě oddělené střílení. 25. listopadu bylo zastřeleno 1 159 mužů, 1 600 žen a 175 dětí. 29. listopadu bylo zastřeleno 693 mužů, 1 155 žen a 152 dětí. Není známo, kdo vydal rozkazy k vraždám těchto lidí. 

## Význam
V listopadu roku 1941 zavraždil nacistický režim velké množství lidí v masových střelbách. Vražda 5 000 lidí, včetně velkého množství dětí, ve dvou dnech nebyla pro Einsatzgruppen nic neobvyklého. Nicméně do listopadových masakrů v Deváté pevnosti ještě nebyli vražděni v takových masakrech říšští Židé.
Někteří nacisté, kteří byli ochotni zabíjet Ostjuden váhali, když šlo o říšské Židy. Wilhelm Kube, jeden z hlavních nacistických úředníků v Minsku, prohlásil:
Mezi těmito Židy jsou frontoví veteráni s železným křížem první a druhé třídy, zranění z války a  z poloviny Árijci, dokonce z tří čtvrtin Árijci. Opakovanými služebními návštěvami v ghettu jsem zjistil, že mezi Židy, kteří se odlišují od ruských Židů svou osobní čistotou, jsou také kvalifikovaní pracovníci, kteří jsou až pětkrát více produktivní jak ruští Židé ... 

Jsem samozřejmě tvrdý a připravený pomoci vyřešit židovskou otázku, avšak lidské bytosti, které pochází z naší vlastní kulturní sféry, jsou někým jiným než domorodé bestiální davy. Mohl by někdo přidělit Litevcům a Lotyšům, kteří jsou dokonce odmítáni místními obyvateli, jejich zmasakrování? Já bych to udělat nemohl.

Tudíž se věří, že záležitosti tohoto typu souvisely s vraždami v Deváté pevnosti stejně tak i s 1 000 zabitými německými Židy v Rumbule nedaleko Rigy 30. listopadu. Himmler dočasně (s určitými výjimkami) zastavil masové vraždění deportovaných říšských Židů do té doby, než byl vymyšlen jiný způsob zabíjení. Navzdory tomu bylo v masakrech v Rize v únoru a březnu roku 1942 zabito značné množství německých Židů (přibližně 4 300). Masakry zahrnovaly akci Dünamünde.
Některé otázky týkající se listopadového zabíjení v Deváté pevnosti zůstávají sporem pro historiky. Zejména není jasné, proč by měl Himmler (opožděně) námitky k vraždě tisíce říšských Židů v Rize 30. listopadu, když neměl námitky k zabíjení 5 000 říšských Židů v Deváté pevnosti 25. - 29. listopadu.